# Армстронг (окръг, Пенсилвания)
Вижте пояснителната страница за други значения на Армстронг.
Окръг Армстронг (на английски: Armstrong County) е окръг в щата Пенсилвания, Съединени американски щати. Площта му е 1720 km², а населението - 65 642 души (2017). Административен център е Китанинг.